# ثامر الحربي
ثامر معيبد جروان الحربي مواليد 21 مايو 1990 في القصيم، السعودية، هو لاعب كرة قدم سعودي يلعب في نادي التقدم 

## مسيرة اللاعب
لعب سابقاً في النادي العربي ونادي التقدم ونادي الصقر.